# Jelena Sjoesjoenova
Jelena Lvovna Sjoesjoenova (Russisch: Елена Львовна Шушунова) (Leningrad, 23 april 1969 – aldaar, 16 augustus 2018) was een turnster uit de Sovjet-Unie.
Ze vertegenwoordigde haar vaderland op de Olympische Zomerspelen 1988 in Seoul. Ze zou ook deelnemen aan de Olympische Zomerspelen 1984 in Los Angeles, echter deze Olympische spelen werd geboycot door de Sovjet-Unie, waardoor ze aan deze spelen niet kon deelnemen.
Sjoesjoenova heeft verschillende turnelementen op diverse toestellen die naar haar zijn genoemd. Zo was ze op de brug ongelijk de eerste turnster die een reuzenzwaai met halve draai gevolgd door een vluchtelement met gespreide benen en halve draai uitvoerde. Verder turnde ze op de balk als eerste een opsprong tot spreidhandstand, waarbij haar lichaam parallel was aan de vloer. En op de vloer voerde ze als eerste twee nieuwe elementen uit: een spreidhoeksprong waarbij ze landde op haar buik en een arabier-flikflak gecombineerd met een zijwaartse spreidhoeksalto en afrol.
Verder is Sjoesjoenova een van de twee vrouwelijke turnsters (de andere is Ljoedmila Toerisjtsjeva), die een grand slam op de individuele meerkamp heeft behaald (een gouden medaille op dit onderdeel op een Olympische Spelen, een Wereldkampioenschap, een Wereldbeker wedstrijd en een Europese kampioenschap). Ook kreeg Sjoesjoenova in 2004 een plaats in de 'International Gymnastics Hall of Fame' en in 2005 een plaats in de 'International Jewish Sports Hall of Fame'.
Na haar topsportcarrière ging Sjoesjoenova werken voor het sportcomité van Sint-Petersburg, hiermee organiseerde ze onder andere de Europese kampioenschappen van 1998 in Sint-Petersburg. Sjoesjoenova was getrouwd en had een zoon. Ze stierf op 49-jarige leeftijd aan een longaandoening. Ze is begraven op de Bogoslovskoje-begraafplaats.

## Resultaten

### Olympische Zomerspelen
| Jaar | Plaats | Resultaten                                                                         |
| ---- | ------ | ---------------------------------------------------------------------------------- |
| 1988 | Seoul  | Team meerkamp · Individuele meerkamp · 8e Sprong · Brug ongelijk · Balk · 7e Vloer |

### Wereldkampioenschappen
| Jaar | Plaats    | Resultaten                                                                   |
| ---- | --------- | ---------------------------------------------------------------------------- |
| 1985 | Montreal  | Team meerkamp · Individuele meerkamp · Sprong · Balk · Vloer                 |
| 1987 | Rotterdam | Team meerkamp · Individuele meerkamp · Sprong · Brug ongelijk · Balk · Vloer |

### Europese kampioenschappen
| Jaar | Plaats   | Resultaten                                                     |
| ---- | -------- | -------------------------------------------------------------- |
| 1985 | Helsinki | Individuele meerkampen · Sprong · Brug ongelijk · Balk · Vloer |
| 1987 | Moskou   | Individuele meerkampen · Sprong · 4e Balk · 7e Vloer           |

### Top scores
Hoogst behaalde scores op mondiaal niveau (Olympische Spelen of Wereldkampioenschap finales).
| Onderdeel            | Score  | Wedstrijd                   | Locatie   |
| -------------------- | ------ | --------------------------- | --------- |
| Individuele meerkamp | 79.662 | Olympische Zomerspelen 1988 | Seoul     |
| Sprong               | 19.894 | Wereldkampioenschappen 1987 | Rotterdam |
| Brug ongelijk        | 19.962 | Olympische Zomerspelen 1988 | Seoul     |
| Balk                 | 19.875 | Olympische Zomerspelen 1988 | Seoul     |
| Vloer                | 20.000 | Wereldkampioenschappen 1987 | Rotterdam |